# Grad Pišece
Grad Pišece ali Pišeški grad (nemško Pischätz) stoji na griču (352 mnm) v Orliškem pogorju, na robu vasi Pišece v Občini Brežice.

## Zgodovina
Grad Pišece, ki se dviga na griču nad istoimenskim naseljem, je bil eden od štirih sedežev posavskih salzburških gospostev. Nad temi gospostvi je imel salzburški nadškof pravico višjega sodstva, gradnje utrdb ter tržno, mitninsko, kovniško, carinsko in davčno oblast. Poleg tega so bile posesti zaokrožene s sklenjenimi zemljiškimi posestmi in podeljevanjem fevdov. Salzburška škofija je ta teritorij, ki je obsegal približno 300 km², prejela v 10. ali 11. stoletju. Sam grad Pišece je v pisnih virih prvič omenjen leta 1268, in sicer v povezavi z bratoma Konradom (1268–1300) in Ekhardom (1268), ministerialoma salzburške nadškofije. Grad je bil zgrajen z namenom zaščite in upravljanja vzhodnih meja posesti salzburške škofije v Posavju. Pozneje so na gradu gospodarili salzburški oskrbniki in zakupniki, dokler ga leta 1595 ni kupil Inocenc Moscon v dedno last, vendar je salzburški nadškof ohranil na njem vrhovno fevdno pravico vse do leta 1803. Rodbina Moscon je imela grad v lasti vse do konca druge svetovne vojne. Zadnji lastnik Alfred von Buttlar Moscon je bil pred drugo svetovno vojno slovenski politik in poslanec. Po koncu vojne so grad nacionalizirali, bogata oprema je bila raznešena, v njem pa so naselili več družin.
Od prvotne romanske grajske zasnove se je ohranil mogočni 36 metrov visok stanovanjski stolp z 2,5 metra debelimi zidovi iz kamnitih blokov položenih v ravnih plasteh. Kamnoseška znamenja kažejo na nastanek okoli leta 1200 ali v 1. polovici 13. stoletja. V kompleksu, ki razodeva številne večje prezidave, predvsem renesančne, je delno ohranjena tudi romanska grajska kapela z nadzidano apsido. Pred gradom je angleški vrt, kjer raste več eksotičnih dreves: med njimi tri sekvoje (obseg od 80 do 450 cm), katalpa (Catalpa sp.), platane (Platanus sp.), gledičija (Gleditsia sp.), ginko (Ginkgo biloba).

## Galerija
- Okrogli stolp, v kleti katerega se nahaja grajska ječa
- Južno pročelje z apsido grajske kapele
- Notranje dvorišče z mostovžem, ki povezuje zahodni trakt in romanski bergfrid
- Mostovž
- Gradnja urnega stolpiča, ki je bil rekonstruiran vrh romanskega stolpa, 2006
- Urni stolpič, 2024
- Pogled na notranje dvorišče z zvonikom grajske kapele
- Kapnica na notranjem dvorišču, 2024
- Restavriranje fresk, 2007
- 13 slojev beleža, 2007
- Soba gradov v prvem nadstropju
- Freska gradu Ortnek pred restavriranjem ...
- ... in po restavriranju
- Dvorana prednikov v drugem nadstropju, danes večnamenska dvorana
- Slavnostna soba poleg dvorane prednikov
- Sprejemni prostor za obiskovalce v pritličju
- Bakrorez Georga Matthäusa Vischerja, 1681
- Johanna Wachtler, Grad Pišece, olje na platno, 1846
- Grad okoli leta 1928

- Soba gradov, soba v prvem nadstropju s 26 freskami gradov in dvorcev Rodbine Moscon